# (2607) Якутия
(2607) Якутия (лат. Yakutia) — типичный астероид главного пояса, который был открыт 14 июля 1977 года советским астрономом Николаем Черных в Крымской обсерватории и был назван в честь субъекта Российской Федерации — Якутии.

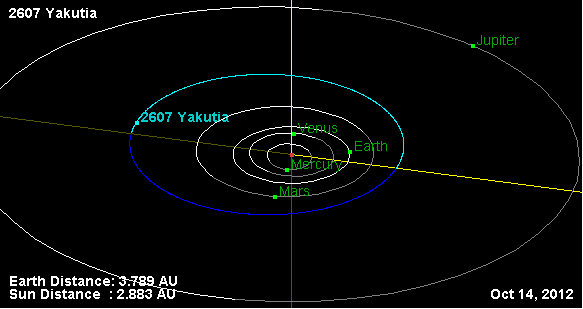
Орбита астероида Якутия и его положение в Солнечной системе